# 搜狗百科
搜狗百科（原「搜搜百科」）为腾讯旗下搜索网站搜搜（SOSO）发布的一个由用户参与编辑的在线百科全书，正式上线于2009年3月30日，2014年3月24日正式更名为搜狗百科。截止2012年7月1日为止此百科拥有900,000篇条目。其性质及风格类似于百度百科，用户所编写的内容在提交后亦需要通过审核方可显示。依赖于QQ的巨大用户资源，搜狗百科在发布后也取得了较高的编辑率。

## 历史
2014年3月24日，搜搜百科正式更名为“搜狗百科”，并啟用了新的域名，仍使用QQ帳號系統。

## 存在问题
搜搜百科虽有类似百度百科的审核机制，但相对不够成熟。通常大部分的内容，由一般的用户讨论、修改，通常为民主的形式。而搜搜百科在这方面更加偏重其管理者的意见，使得许多恶意词条得不到及时删改，而一些富有原创精神，深受关注的词条得不到推广。如有的恶搞词条则涉嫌侵权并引发了网友的不满。与此同时，一些正确的修改反而不能通过审核，用户也无法对此提出上诉。另外一些被评为“内容丰富”的“优质版本”的词条，如“魔法王国”词条扩充内容的版本被无故删除。
搜狗百科在初期的发展中对其他百科产品进行了一定的模仿，例如其帮助页面的内容与百度百科的帮助页面极为相似，亦有评论指出其中部分词条亦是对互动百科、百度百科和中文維基百科内容直接复制。